# Беноа Пер
Беноа Пер (фр. Benoît Paire, Авињон, 8. мај 1989) је француски тенисер који је свој најбољи пласман у синглу достигао 11. јануара 2016. када је заузимао 18. место на АТП листи.
Највећи успеси на Гренд слем турнирима су му четврта кола на Отвореном првенству САД 2015, Ролан Гаросу 2019. и Вимблдону 2017. и 2019.
Године 2015. освојио је прву титулу у синглу на турниру у шведском Бостаду. Тиме је постао први играч у историји тениса који је у једној сезони освојио титуле на фјучерсу, челенџеру и АТП турниру.
Добитник је награде за кам-бек играча 2015. године. Успео је да напредује са 118. места на крају 2014. на 19. место на крају 2015.
До своје друге титуле у каријери дошао је 2019. на турниру у Маракешу. У финалу је савладао шпанског тенисера Пабла Андухара у два сета. Само два месеца касније Пер тријумфује и на турниру у Лиону, победивши у финалу младог Канађанина Алијасима.

## АТП финала

### Појединачно: 9 (3:6)
| Легенда                        |
| ------------------------------ |
| Гренд слем турнири (0:0)       |
| Завршно првенство сезоне (0:0) |
| АТП мастерс 1000 (0:0)         |
| АТП 500 (0:1)                  |
| АТП 250 (3:5)                  |

| Финала по подлози |
| ----------------- |
| Тврда (0:5)       |
| Шљака (3:1)       |
| Трава (0:0)       |

| Финала по локацији |
| ------------------ |
| Отворено (3:4)     |
| Дворана (0:2)      |

| Исход     | Бр. | Датум               | Турнир              | Подлога   | Противник           | Резултат                |
| --------- | --- | ------------------- | ------------------- | --------- | ------------------- | ----------------------- |
| Финалиста | 1.  | 6. мај 2012.        | Београд, Србија     | Шљака     | Андреас Сепи        | 3:6, 2:6                |
| Финалиста | 2.  | 10. фебруар 2013.   | Монпеље, Француска  | Тврда (д) | Ришар Гаске         | 2:6, 3:6                |
| Победник  | 1.  | 26. јул 2015.       | Бостад, Шведска     | Шљака     | Томи Робредо        | 7:6(9:7), 6:3           |
| Финалиста | 3.  | 11. октобар 2015.   | Токио, Јапан        | Тврда     | Станислас Вавринка  | 2:6, 4:6                |
| Финалиста | 4.  | 24. септембар 2017. | Мец, Француска      | Тврда (д) | Петер Гојовчик      | 5:7, 2:6                |
| Победник  | 2.  | 14. април 2019.     | Маракеш, Мароко     | Шљака     | Пабло Андухар       | 6:2, 6:3                |
| Победник  | 3.  | 25. мај 2019.       | Лион, Француска     | Шљака     | Феликс Оже-Алијасим | 6:4, 6:3                |
| Финалиста | 5.  | 24. август 2019.    | Винстон-Сејлем, САД | Тврда     | Хуберт Хуркач       | 3:6, 6:3, 3:6           |
| Финалиста | 6.  | 18. јануар 2020.    | Окланд, Н. Зеланд   | Тврда     | Иго Имбер           | 6:7(2:7), 6:3, 6:7(5:7) |

### Парови: 4 (1:3)
| Легенда                        |
| ------------------------------ |
| Гренд слем турнири (0:0)       |
| Завршно првенство сезоне (0:0) |
| АТП мастерс 1000 (0:0)         |
| АТП 500 (0:0)                  |
| АТП 250 (1:3)                  |

| Финала по подлози |
| ----------------- |
| Тврда (1:1)       |
| Шљака (0:2)       |
| Трава (0:0)       |

| Финала по локацији |
| ------------------ |
| Отворено (1:3)     |
| Дворана (0:0)      |

| Исход     | Бр. | Датум             | Турнир             | Подлога | Партнер            | Противници                    | Резултат         |
| --------- | --- | ----------------- | ------------------ | ------- | ------------------ | ----------------------------- | ---------------- |
| Победник  | 1.  | 6. јануар 2013.   | Ченај, Индија      | Тврда   | Станислас Вавринка | Андре Бегеман Мартин Емрих    | 6:2, 6:1         |
| Финалиста | 1.  | 10. јануар 2016.  | Ченај, Индија      | Тврда   | Остин Крајичек     | Оливер Марах Фабрис Мартин    | 3:6, 5:7         |
| Финалиста | 2.  | 14. април 2018.   | Маракеш, Мароко    | Шљака   | Едуар Роже-Васелен | Никола Мектић Александар Пеја | 5:7, 6:3, [7:10] |
| Финалиста | 3.  | 28. фебруар 2021. | Кордоба, Аргентина | Шљака   | Ромен Арнеодо      | Рафаел Матос Фелипе М. Алвес  | 4:6, 1:6         |

## Остала финала

### Тимска такмичења: 1 (0:1)
| Исход     | Бр. | Датум                 | Турнир                     | Подлога   | Партнери                                                        | Противници                                                  | Резултат | Извор  |
| --------- | --- | --------------------- | -------------------------- | --------- | --------------------------------------------------------------- | ----------------------------------------------------------- | -------- | ------ |
| Финалиста | 1.  | 23–25. новембар 2018. | Дејвис куп, Лил, Француска | Шљака (д) | Лука Пуј Жереми Шарди Пјер-Иг Ербер Никола Маи Жо-Вилфрид Цонга | Марин Чилић Борна Ћорић Франко Шкугор Мате Павић Иван Додиг | 1:31     | [ 12 ] |

1 Наступио је само у полуфиналу Дејвис купа.